# Tavius Robinson
Tavius Patrick Robinson (Guelph, 3 gennaio 1999) è un giocatore di football americano canadese che milita nel ruolo di linebacker per i Baltimore Ravens della National Football League (NFL).

## Carriera

### Baltimore Ravens
Al college Robinson giocò a football a Ole Miss. Fu scelto nel corso del quarto giro (124º assoluto) del Draft NFL 2023 dai Baltimore Ravens. Debuttò come professionista subentrando nella gara del primo turno contro gli Houston Texans giocando 7 snap negli special team. Nella settimana 4 contro i Cleveland Browns disputò la prima partita come titolare. La sua prima stagione si chiuse con 26 tackle e un sack disputando tutte le 17 partite, di cui una come titolare.